# Gunung Cahop
Gunung Cahop är ett berg i Indonesien.   Det ligger i provinsen Aceh, i den västra delen av landet, 1 600 km nordväst om huvudstaden Jakarta. Toppen på Gunung Cahop är 2 170 meter över havet.
Terrängen runt Gunung Cahop är varierad. Runt Gunung Cahop är det mycket glesbefolkat, med 7 invånare per kvadratkilometer. Det finns inga samhällen i närheten. I omgivningarna runt Gunung Cahop växer i huvudsak städsegrön lövskog.